# VirusTotal
VirusTotal est un service en ligne appartenant à Google qui permet l'analyse de fichiers suspects et facilite la détection rapide des virus, vers, chevaux de Troie et toutes sortes de logiciels malveillants (« malware » en anglais) détectés par les moteurs antivirus.

## Historique
Développé par l'entreprise espagnole Hispasec Sistemas, un laboratoire de sécurité informatique indépendant, VirusTotal est lancé sous la forme d'un site web en 2004.  Il a été récompensé par l'édition américaine de PC World en tant qu'un des 100 meilleurs produits de l'année 2007 dans la catégorie site Web de sécurité.
En août 2010, VirusTotal intègre un pseudo-réseau social qui permet à ses utilisateurs d'interagir avec d'autres utilisateurs et de commenter les fichiers et les URL soumis.
Le 7 septembre 2012, VirusTotal a été racheté par Google en vue notamment d'améliorer la sécurité de ses services. Ce rachat n'a pas affecté la fonctionnalité de base du site pour le grand public, à savoir l'analyse de fichiers.

## Fonctionnalités
VirusTotal utilise plusieurs moteurs antivirus en version ligne de commande, mis à jour régulièrement avec les fichiers de signatures officiels, publiés par leurs développeurs respectifs.
Il ne remplace pas un programme antivirus installé sur un ordinateur, puisqu'il analyse seulement des fichiers individuels à la demande. De plus, il ne fournit pas de protection permanente pour le système d'exploitation de l'utilisateur.
Bien que le taux de détection permis par l'utilisation de plusieurs moteurs antivirus soit supérieur à celui fourni par l'utilisation d'un seul moteur, les résultats obtenus ne garantissent pas qu'un fichier soit sans danger.

### Caractéristiques
- Gratuité.
- Utilisation de plusieurs moteurs antivirus.
- Mises à jour automatiques en temps réel des signatures de virus.
- Résultats détaillés de chaque moteur antivirus.
- Statistiques globales en temps réel.

### Méthodes de soumission
On peut envoyer un fichier sous SSL (pour utiliser un canal chiffré si l'on est derrière un proxy).
Il est possible d'envoyer des fichiers par courrier électronique, à l'adresse scan@virustotal.com, avec SCAN dans le champ Objet et le fichier à analyser en pièce-jointe (limité à 32 Mo). On recevra un courriel avec un compte-rendu de l'analyse du fichier. Le temps de réponse variera en fonction de la charge du système au moment de sa demande.
On peut également envoyer directement les fichiers à partir de l'Explorateur Windows en utilisant un menu contextuel, après installation de « Uploader VirusTotal » (gratuiciel pour Windows de 140 kilo-octets) fourni par VirusTotal.

## Logiciels antivirus employés
Voici une liste — mise à jour le 16 mars 2024 — de sociétés qui participent à VirusTotal avec leur moteur antivirus :
- ALYac
- Acronis (Static ML)
- AhnLab (AhnLab-V3)
- Alibaba Group (Alibaba)
- Antiy Labs (Antiy-AVL)
- Arcabit
- Avast Software (Avast, Avast-Mobile)
- AVG Technologies (AVG)
- Avira (no cloud)
- Baidu
- BitDefender GmbH (BitDefender, BitDefenderFalx, BitDefenderTheta)
- Bkav Corporation (Bkav Pro)
- Cat Computer Services (QuickHeal)
- Check Point Software Technologies (ZoneAlarm by Check Point)
- ClamAV
- CMC InfoSec (CMC)
- Comodo (Xcitium)
- CrowdStrike (CrowdStrike Falcon)
- Cybereason
- Cylance
- Cynet
- Deep Instinct (DeepInstinct)
- Doctor Web, Ltd. (DrWeb)
- Elastic
- Emsisoft Ltd (Emsisoft)
- Eset Software (ESET-NOD32)
- ESTsecurity (ALYac)
- Fortinet
- F-Secure
- G DATA Software (GData)
- Google
- Gridinsoft (no cloud)
- Hauri (ViRobot)
- IKARUS Security Software (Ikarus)
- INCA Internet (TACHYON)
- Jiangmin
- K7 Computing (K7AntiVirus, K7GW)
- Kaspersky Lab (Kaspersky)
- Kingsoft
- Lavasoft (Ad-Aware)
- Lionic
- Malwarebytes Corporation (Malwarebytes)
- MaxSecure
- McAfee
- Microsoft
- Microworld (eScan)
- Nano Security (NANO-Antivirus)
- Palo Alto Networks (Known Signatures)
- Panda Security (Panda)
- Rising Antivirus (Rising)
- SANDS Lab (MAX)
- Sangfor (Sangfor Engine Zero)
- SecureAge
- SentinelOne (Static ML)
- Skyhigh Security (Skyhigh (SWG))
- Sophos
- SUPERAntiSpyware
- Symantec Corporation (Symantec, Symantec Mobile Insight)
- Tencent
- TEHTRI-Security (TEHTRIS)
- ThreatTrack Security (VIPRE)
- Trapmine
- Trellix (FireEye)
- Trend Micro (TrendMicro-HouseCall)
- Trustlook Antivirus (Trustlook)
- Varist
- Vir.IT (VirIT)
- VirusBlokAda (VBA32)
- Webroot
- Yandex
- Zillya! (Zillya)
- Zoner Antivirus (Zoner)